# To LOVEる -とらぶる-のディスコグラフィ
To LOVEる -とらぶる-のディスコグラフィでは、 『To LOVEる -とらぶる-』の関連CDについて記述する。発売元はジェネオン・ユニバーサル・エンターテイメント、ブシロードミュージック。

## キャラクターソング

### Variety CD
2008年7月4日から11月28日まで計5作発売されたテレビアニメ『To LOVEる -とらぶる-』のキャラクターソングアルバムシリーズ。
主要キャラのキャラクターソング3曲と、ドラマがそれぞれ収録されている。本作に収録されている楽曲は全て『To LOVEる -とらぶる- キャラクターソング集』に収録されている。

#### その1
2008年7月4日発売。
歌は、ララ・サタリン・デビルーク（戸松遥）、結城美柑（花澤香菜）、西連寺春菜（矢作紗友里）。ドラマのキャストは、渡辺明乃、戸松遥、矢作紗友里、名塚佳織、福圓美里、吉野裕行、川澄綾子、大浦冬華、橋本まい、水橋かおり。
CDジャケットには、ララ・サタリン・デビルークが描かれている。
収録曲
1. ダイスキみーっけ! [4:48]
歌：ララ・サタリン・デビルーク（戸松遥）
作詞：くまのきよみ、作曲・編曲：渡辺剛
2. 勇者リトの冒険 A-PART [15:10]
3. ちゃんとしてよセイシュン! [3:40]
歌：結城美柑（花澤香菜）
作詞：くまのきよみ、作曲・編曲：三浦誠司
4. 勇者リトの冒険 B-PART [17:49]
5. スカートのはじっこ [4:20]
歌：西連寺春菜（矢作紗友里）
作詞：くまのきよみ、作曲：南陽子、編曲：斎藤あきら

#### その2
2008年8月22日発売。歌は、レン・エルシ・ジュエリア（大浦冬華）、ルン・エルシ・ジュエリア（大浦冬華）、西連寺春菜（矢作紗友里）、金色の闇（福圓美里）。ドラマのキャストは、渡辺明乃、戸松遥、矢作紗友里、福圓美里、麻生智久、金野潤、佐々木日菜子。
CDジャケットには、西連寺春菜が描かれている。
収録曲
1. へーーーーっくち! 〜ルン時々、レン〜 [3:29]
歌：レン/ルン（大浦冬華）
作詞：くまのきよみ / 作曲・編曲：大久保薫
2. 春菜、最悪の一日 A-PART [12:38]
3. 恋とビキニと雨予報 [3:55]
歌：西連寺春菜（矢作紗友里）
作詞：くまのきよみ / 作曲・編曲：大久保薫
4. 春菜、最悪の一日 B-PART [11:17]
5. GOLDEN TRANCER [3:10]
歌：金色の闇（福圓美里）
作詞：くまのきよみ、作曲：若林充、編曲：草野よしひろ

#### その3
2008年10月3日発売。歌は、ララ・サタリン・デビルーク（戸松遥）、金色の闇（福圓美里）、古手川唯（名塚佳織）。ドラマのキャストは、渡辺明乃、戸松遥、花澤香菜、福圓美里、矢作紗友里、柚木涼香、千葉千恵巳、金野潤。
CDジャケットには、金色の闇が描かれている。
収録曲
1. やだ! [4:04]
歌：ララ･サタリン・デビルーク（戸松遥）
作詞：くまのきよみ、作曲・編曲：渡辺剛
2. 美柑とヤミのお祭り大作戦 A-PART [11:32]
3. My name is "YAMI-chang" [3:49]
歌：金色の闇（福圓美里）
作詞：くまのきよみ、作曲：若林充、編曲：草野よしひろ
4. 美柑とヤミのお祭り大作戦 B-PART [11:17]
5. 清廉潔癖女子。 [4:06]
歌：古手川唯（名塚佳織）
作詞：くまのきよみ、作曲・編曲：大久保薫

#### その4
2008年10月24日発売。歌は、天条院沙姫（川澄綾子）、古手川唯（名塚佳織）、レン・エルシ・ジュエリア（大浦冬華）、ルン・エルシ・ジュエリア（大浦冬華）。ドラマのキャストは、渡辺明乃、戸松遥、川澄綾子、名塚佳織、福圓美里、橋本まい、水橋かおり、永吉ユカ、小平有希。
CDジャケットには、天条院沙姫、古手川唯、ルン・エルシ・ジュエリアが描かれている。
収録曲
1. わたくしナンバーワン!! [3:20]
歌：天条院沙姫（川澄綾子）
作詞：矢吹健太朗、作曲：大渕桃子、編曲：大久保薫
2. お嬢様の遭難 沙姫篇 [13:31]
3. まんなかSensitive [3:58]
歌：古手川唯（名塚佳織）
作詞：くまのきよみ、作曲・編曲：大久保薫
4. チクタクチクタク恋の音♥ 唯篇 [11:49]
5. SWITCHんぐ! [3:13]
歌：レン/ルン（大浦冬華）
作詞：くまのきよみ、作曲：南陽子、編曲：大久保薫

#### その5
2008年11月28日発売。歌は、ララ（戸松遥）、春菜（矢作紗友里）、結城リト（渡辺明乃）、結城美柑（花澤香菜）。ドラマのキャストは、渡辺明乃、戸松遥、矢作紗友里、川澄綾子、子安武人、吉野裕行、新井里美、福圓美里、柚木涼香、千葉千恵巳、名塚佳織、大浦冬華、水橋かおり、橋本まい、花澤香菜、緒方賢一。
CDジャケットには、結城美柑が描かれている。
収録曲
1. …っちゃえ！ [4:55]
歌：ララ＆春菜（戸松遥＆矢作紗友里）
作詞：くまのきよみ、作曲・編曲：渡辺剛
2. こんにちはベイビー A-PART [15:47]
3. ういっす！カタルシス！ [4:23]
歌：結城リト（渡辺明乃）
作詞：くまのきよみ、作曲・編曲：草野よしひろ
4. こんにちはベイビー B-PART [14:06]
5. 君らしくなきゃヤダよ! [4:34]
歌：結城美柑（花澤香菜）
作詞：矢吹健太朗、作曲：若林充、編曲：大久保薫

### キャラクターソング集
テレビアニメ第1期のキャラクターソングアルバム。2009年3月25日に発売。
CDジャケットには、ララ・サタリン・デビルーク、西連寺春菜、結城美柑、金色の闇が描かれている。『To LOVEる -とらぶる- Variety CD』シリーズの収録楽曲を全て収録している。
収録曲
1. …っちゃえ! [4:53]
歌：ララ&西連寺春菜（戸松遥&矢作紗友里）
作詞：くまのきよみ、作曲・編曲：渡辺剛
2. GOLDEN TRANCER [3:08]
歌：金色の闇（福圓美里）
作詞：くまのきよみ、作曲：若林充、編曲：草野よしひろ
3. 君らしくなきゃヤダよ! [4:32]
歌：結城美柑（花澤香菜）
作詞：矢吹健太朗、作曲：若林充、編曲：大久保薫
4. へーーーーっつくち!〜ルン時々、レン〜 [3:29]
歌：レン/ルン（大浦冬華）
作詞：くまのきよみ、作曲・編曲：大久保薫
5. わたくしナンバーワン!! [3:17]
歌：天条院沙姫（川澄綾子）
作詞：矢吹健太朗、作曲：大渕桃子、編曲：大久保薫
6. 清廉潔癖女子。 [4:04]
歌：古手川唯（名塚佳織）
作詞：くまのきよみ、作曲・編曲：大久保薫
7. 恋とビキニと雨予報 [3:53]
歌：西連寺春菜（矢作紗友里）
作詞：くまのきよみ、作曲・編曲：大久保薫
8. ダイスキみーっけ! [4:48]
歌：ララ・サタリン・デビルーク（戸松遥）
作詞：くまのきよみ、作曲・編曲：渡辺剛
9. My name is"YAMI-chang" [3:48]
歌：金色の闇（福圓美里）
作詞：くまのきよみ、作曲：若林充、編曲：草野よしひろ
10. うぃっス!カタルシス [4:21]
歌：結城リト（渡辺明乃）
作詞：くまのきよみ、作曲・編曲：草野よしひろ
11. ちゃんとしてよセイシュン! [3:41]
歌：結城美柑（花澤香菜）
作詞：くまのきよみ、作曲・編曲：三浦誠司
12. SWICHんぐ! [3:11]
歌：レン/ルン（大浦冬華）
作詞：くまのきよみ、作曲：南陽子、編曲：大久保薫
13. やだ! [4:01]
歌：ララ・サタリン・デビルーク（戸松遥）
作詞：くまのきよみ、作曲・編曲：渡辺剛
14. まんなかSensitive [3:56]
歌：古手川唯（名塚佳織）
作詞：くまのきよみ、作曲・編曲：大久保薫
15. スカートのはじっこ [4:20]
歌：西連寺春菜（矢作紗友里）
作詞：くまのきよみ、作曲：南陽子、編曲：斎藤あきら

### To LOVEる -とらぶる- OVAシリーズ
2009年3月25日に発売。
表題曲「やってこい!ダイスキ♥」は、漫画『To LOVEる -とらぶる-』第13巻から同梱されたOVA版オープニングテーマ、カップリングの「あっぷる・ぱにっく!?」は、同アニメエンディングテーマとして使用されている。歌は同作品でヒロインのララ・サタリン・デビルーク、西連寺春菜役を務める戸松遥、矢作紗友里が歌っている。
ディスクジャケットには、キャラクターデザイナー岡勇一による、 ララ・サタリン・デビルークと西連寺春菜がそれぞれ赤と青の衣装を着ているイラストが描かれている。
収録曲
（全作詞：くまのきよみ）
1. やってこい!ダイスキ♥ [3:35] 
作曲・編曲：渡辺剛
  - OVA『To LOVEる -とらぶる-』オープニングテーマ
2. あっぷる・ぱにっく!? [3:55] 
作曲：白戸佑輔、編曲：大久保薫
  - OVA『To LOVEる -とらぶる-』エンディングテーマ
3. やってこい!ダイスキ♥（オリジナル・カラオケ）
4. あっぷる・ぱにっく!?（オリジナル・カラオケ）

### もっとTo LOVEる -とらぶる- キャラクターCD
テレビアニメ『もっとTo LOVEる -とらぶる-』のキャラクターソングシングルシリーズ。2010年11月24日から12月22日まで計4枚が発売された。
第1期のキャラクターソングが収録されている『To LOVEる -とらぶる- Variety CD』は『To LOVEる -とらぶる- キャラクターソング集』としてアルバムでの発売であったが今作はシングルでのリリースとなった。

#### 1 ララ&春菜
批評
CDジャーナルは、「キャラクターの特徴を活かした世界観が展開されたフォーマットであり、ララはエレクトロサウンド。春菜は切ないポップチューンである。」と批評した。
収録曲
（全作詞：くまのきよみ）
1. メロ・メロマンちっく
歌：ララ・サタリン・デビルーク（戸松遥）
作曲・編曲：大久保薫
2. 君が教えてくれるすべて
歌：西連寺春菜（矢作紗友里）
作曲：小野貴光、編曲：渡辺剛
3. メロ・メロマンちっく（instrumental）
4. 君が教えてくれるすべて（instrumental）

#### 2 美柑&闇
収録曲
1. リビングWars
歌：結城美柑（花澤香菜）
作詞：くまのきよみ、作曲：小野貴光、編曲：大久保薫
2. ミステイク?!DEATH
歌：金色の闇（福圓美里）
作詞：くまのきよみ、作曲・編曲：渡辺剛
3. リビングWars（instrumental）
4. ミステイク?!DEATH（instrumental）

#### 3 ナナ&モモ
収録曲
1. ナナいろノーサンキュウ!
歌：ナナ・アスタ・デビルーク（伊藤かな恵）
作詞：くまのきよみ、作曲・編曲：渡辺剛
2. モ・モ・い・ろ・み・ご・ろ
歌：モモ・ベリア・デビルーク（豊崎愛生）
作詞：くまのきよみ、作曲：小野貴光、編曲：大久保薫
3. ナナいろノーサンキュウ!（instrumental）
4. モ・モ・い・ろ・み・ご・ろ（instrumental）

#### 4 唯&お静
収録曲
1. のーらぶ
歌： 古手川唯（名塚佳織）
作詞：くまのきよみ、作曲：小野貴光、編曲：馬場一嘉
2. スキって半透明!
歌：お静（能登麻美子）
作詞：くまのきよみ、作曲・編曲：渡辺剛
3. のーらぶ（instrumental）
4. スキって半透明！（instrumental）

### To LOVEる -とらぶる- ダークネス キャラクターシングル
2012年12月5日から12月12日まで計4枚発売。初回生産分には特典としてピンナップ型ジャケットが同梱予定。

#### 金色の闇 starring 福圓美里
収録曲
1. Beyond The Darkness
歌：金色の闇（福圓美里）
作詞：六ツ見純代、作曲：平賀伸明、編曲：前口渉
2. そして君と恋をする from 金色の闇
歌：金色の闇（福圓美里）
作詞：六ツ見純代、作曲：田中俊亮、編曲：前口渉
3. Beyond The Darkness（instrumental）
4. そして君と恋をする from 金色の闇（instrumental）

#### モモ・ベリア・デビルーク starring 豊崎愛生
収録曲
1. MORE&MORE
歌：モモ・ベリア・デビルーク（豊崎愛生）
作詞：春和文、作曲：真下正樹、編曲：大久保薫
2. そして君と恋をする from モモ
歌：モモ・ベリア・デビルーク（豊崎愛生）
作詞：六ツ見純代、作曲：田中俊亮、編曲：大久保薫
3. MORE&MORE（instrumental）
4. そして君と恋をする from モモ（instrumental）

#### ララ・サタリン・デビルーク starring 戸松遥
収録曲
1. 天真爛漫!オトメ冥利☆
歌：ララ・サタリン・デビルーク（戸松遥）
作詞：六ツ見純代、作曲：中村久志、編曲：渡辺拓也
2. そして君と恋をする from ララ
歌：ララ・サタリン・デビルーク（戸松遥）
作詞：六ツ見純代、作曲：田中俊亮、編曲：渡辺拓也
3. 天真爛漫!オトメ冥利☆（instrumental）
4. そして君と恋をする from ララ（instrumental）

#### ナナ・アスタ・デビルーク starring 伊藤かな恵
収録曲
1. ナ・ナ・フ・シ・ギ
歌：ナナ・アスタ・デビルーク（伊藤かな恵）
作詞：春和文、作曲：大森純、編曲：佐々木裕
2. そして君と恋をする from ナナ
歌：ナナ・アスタ・デビルーク（伊藤かな恵）
作詞：六ツ見純代、作曲：田中俊亮、編曲：佐々木裕
3. ナ・ナ・フ・シ・ギ（instrumental）
4. そして君と恋をする from ナナ（instrumental）

### To LOVEる -とらぶる- ダークネス キャラクターアルバム
テレビアニメダークネスのキャラクターソングアルバム。2013年4月24日に発売。
CDジャケットには、ララ・サタリン・デビルーク、金色の闇、ナナ・アスタ・デビルーク、モモ・ベリア・デビルーク、黒咲芽亜が描かれている。『To LOVEる -とらぶる- ダークネス キャラクターシングル』シリーズの収録楽曲を全て収録している。
収録曲
1. MORE&MORE
歌：モモ・ベリア・デビルーク starring 豊崎愛生
作詞：春和文／作曲：真下正樹／編曲：大久保薫
2. Beyond The Darkness
歌：金色の闇 starring 福圓美里
作詞：六ツ見純代／作曲：平賀伸明／編曲：前口渉
3. 天真爛漫!オトメ冥利☆
歌：ララ・サタリン・デビルーク starring 戸松遥
作詞：六ツ見純代／作曲：中村久志／編曲：渡辺拓也
4. ナ・ナ・フ・シ・ギ
歌：ナナ・アスタ・デビルーク starring 伊藤かな恵
作詞：春和文／作曲：大森純／編曲：佐々木裕
5. Dangerous Game
歌：黒咲芽亜 starring 井口裕香
作詞：春和文／作曲：高坂昌至／編曲：佐々木裕
6. 油断×大敵
歌：ナナ・アスタ・デビルーク starring 伊藤かな恵
作詞：春和文／作曲：田中俊亮／編曲：渡辺拓也
7. 恋のL♡VE♂L♡VE♀大発明!
歌：ララ・サタリン・デビルーク starring 戸松遥
作詞：六ツ見純代／作曲・編曲：渡辺和紀
8. 甘い世界
歌：金色の闇 starring 福圓美里
作詞：六ツ見純代／作曲：大凪樹／編曲：大久保薫
9. 恋のチャンス
歌：モモ・ベリア・デビルーク starring 豊崎愛生
作詞：春和文／作曲：mixakissa／編曲：増田武史
10. そして君と恋をする
歌：金色の闇&モモ&ララ&ナナ
作詞：六ツ見純代、作曲：田中俊亮、編曲：前口渉

### To LOVEる -とらぶる- ダークネス 2nd キャラクターソングCD
2015年11月11日から12月23日まで計4枚発売。

#### マルサンカクカゾク
収録曲
1. マルサンカクカゾク
歌：ララ・サタリン・デビルーク（戸松遥）、結城美柑（花澤香菜）
作詞：タイラヨオ、作曲・編曲：中村博
2. 最愛Darling!（ララ・美柑バージョン）
歌：ララ・サタリン・デビルーク（戸松遥）、結城美柑（花澤香菜）
作詞：六ツ見純代、作曲・編曲：中村博
3. マルサンカクカゾク（instrumental）
4. 最愛Darling!（ララ・美柑バージョン）（instrumental）

#### 恋のため息
収録曲
1. 恋のため息
歌：モモ・ベリア・デビルーク（豊崎愛生）、ナナ・アスタ・デビルーク（伊藤かな恵）
作詞：タイラヨオ、作曲・編曲：岸村正美
2. 最愛Darling!（モモ・ナナバージョン）
歌：モモ・ベリア・デビルーク（豊崎愛生）、ナナ・アスタ・デビルーク（伊藤かな恵）
作詞：六ツ見純代、作曲・編曲：中村博
3. 恋のため息（instrumental）
4. 最愛Darling!（モモ・ナナバージョン）（instrumental）

#### ヘーキじゃないかも
収録曲
1. ヘーキじゃないかも
歌：金色の闇（福圓美里）、黒咲芽亜（井口裕香）
作詞：タイラヨオ、作曲・編曲：若林タカツグ
2. 最愛Darling!（ヤミ・メアバージョン）
歌：金色の闇（福圓美里）、黒咲芽亜（井口裕香）
作詞：六ツ見純代、作曲：中村博、編曲：澤口和彦
3. ヘーキじゃないかも（instrumental）
4. 最愛Darling!（ヤミ・メアバージョン）（instrumental）

#### キミとスクール☆デイズ
収録曲
1. キミとスクール☆デイズ
歌：古手川唯（名塚佳織）、西連寺春菜（矢作紗友里）
作詞：タイラヨオ、作曲・編曲：石塚玲依
2. 最愛Darling!（唯・春菜バージョン）
歌：古手川唯（名塚佳織）、西連寺春菜（矢作紗友里）
作詞：六ツ見純代、作曲・編曲：中村博
3. キミとスクール☆デイズ（instrumental）
4. 最愛Darling!（唯・春菜バージョン）（instrumental）

## サウンドトラック

### To LOVEる -とらぶる- O.S.T
テレビアニメ第1期のサウンドトラック。2008年7月25日から2008年12月26日まで発売された。
ディスクジャケットには、結城リト、ララ・サタリン・デビルーク、西連寺春菜がプリントされている。音楽は渡辺剛が手がけている。

#### Vol.1
収録曲
1. Forever we can make it!（TV-Size） [1:33]
歌：THYME
作詞：THYME、作曲・編曲：清水哲平
オープニングテーマ
2. MY Name Is LALA [1:16]
3. HARUNA [1:18]
4. Good Morning [1:19]
5. ウキウキ・ワルツ [1:17]
6. 気マズイ… [1:48]
7. 刺客 [1:20]
8. Run Away [1:47]
9. 何でこ〜なんの!? [1:41]
10. ピンチ到来! [1:56]
11. Fallin'Angel [1:44]
12. To LOVEる・SAMBA [1:21]
13. ひと休み [1:17]
14. 妄想Lover [1:25]
15. 男、魅せます! [1:31]
16. 沙姫さま [1:34]
17. くいーんの陰謀 [1:09]
18. 孤独の闇 [1:19]
19. Bitter memories [1:13]
20. 揺れる気持ち [1:44]
21. 悲劇、入ります [1:35]
22. Go!RITO [2:03]
23. 激闘 [1:14]
24. どうして… [1:51]
25. Sentimental [1:46]
26. Let's Fanfare [1:08]
27. Theme of To LOVeる [1:51]
28. ラッキーチューン（TV-Size） [1:31]
歌：ANNA
作詞：伊藤正恵、作曲・編曲：佐々倉有吾
エンディングテーマ

#### Vol.2
収録曲
1. リトの青春 [1:15]
2. 幽霊たちの宴 [1:13]
3. 妄想Happy [1:15]
4. 恥ずかしい… [1:11]
5. 染みるハナシ [1:20]
6. 結城亭血風録 [1:45]
7. 攻防の果て [1:53]
8. デビルーク星人 [1:14]
9. 迫る危機 [1:48]
10. 運命 [1:26]
11. 不安 [1:45]
12. 本当の気持ち [1:48]
13. PEKE [1:13]
14. ドギマギ・ブルース [1:08]
15. 体操始め! [3:16]
16. かかれ〜! [1:42]
17. 日本のココロ [3:14]
18. 行け!結城リト [2:05]
19. 自分の答え [2:24]
20. 傷心 [2:03]
21. 想い出 [2:25]
22. 春菜への想い [2:06]
23. キラーラ星人ピカリー [1:38]
24. ハチャメチャ・ダンシング! [1:13]
25. Kissの行方（TV-Size） [1:29]
歌：ANNA
作詞：坂本麗衣、作曲・編曲：中野雄太
エンディングテーマ
26. 爆熱少女マジカルキョーコ [3:30]
歌：マジカルキョーコ（千葉千恵巳）
作詞：くまのきよみ、作曲・編曲：渡辺剛

### もっとTo LOVEる -とらぶる- Music CD
テレビアニメ第2期のサウンドトラック。2011年1月26日から2011年2月23日まで発売された。

#### 1
収録曲
1. Loop-the-Loop（TV-Size）
歌：KOTOKO
作詞：KOTOKO、作曲：KOTOKO・中沢伴行、編曲：中沢伴行・尾崎武士
オープニングテーマ
2. パーティーはじめよっか!!
3. 穏やかワルツ
4. おはよう、リト!
5. 無邪気なララ
6. 減点!
7. カワイ〜〜!
8. リト、脱線
9. ドキドキ・リト
10. じゃないぞ!乙女ちっく
歌：夕崎梨子（リコ）&結城リト（渡辺明乃）
作詞：くまのきよみ、作曲・編曲：渡辺剛
11. チャキチャキToLOVEる
12. 愛してる!
13. それぞれの時間
14. リトへの想い
15. えっちいのは嫌いです…
16. お気楽ソング
17. 賞金稼ぎ登場
18. ヤミちゃん
19. Battle-1
20. 想い出の場所
21. 雨上がりの空に
22. ゴメンネ
23. ラ・ラ・ラ・ライブフルっ!
歌：ルン&キョーコ（大浦冬華&千葉千恵巳）
作詞：くまのきよみ、作曲・編曲：大久保薫

#### 2
収録曲
1. ごめん!からまっちゃっTail
歌：ナナ&モモ（伊藤かな恵&豊崎愛生）
作詞：くまのきよみ、作曲：cAnON、編曲：草野よしひろ
2. 楽しくToLOVEる
3. 隠れて隠して
4. 風紀を乱しちゃイケマセン
5. 敵対心
6. 突進〜!!
7. 遅刻だァ〜ッ!
8. ど〜なっちゃうの〜?
9. 眠れないの…
10. 御門先生!!!
11. オレの気持ち
12. コ、コケ川
13. 迫り来るタイヤキ
14. Battle-2
15. あなた、恋をしていますか?
16. ルンの想い
17. リトの匂いだ…
18. リト、沈没
19. Xmasの想い出
20. 雨の公園で
21. ともだち
22. もっとToLOVEる
23. ダーリンハニィ♡スィートエモーション
歌：ララ&春菜（戸松遥&矢作紗友里）
作詞：くまのきよみ、作曲：松井俊介、編曲：渡辺剛